# Deuxieme Picsous
Deuxieme Picsous, född 22 juni 2007 i Veberöd i Skåne län, är en svensk varmblodig travhäst. Han tränades av sin uppfödare och ägare Johan Lejon, verksam vid Jägersro. Han kördes oftast av Johnny Takter (2009–2014) och ibland av Johan Untersteiner eller Björn Goop (2015–2019).
Deuxieme Picsous tävlade åren 2009–2019. Han debuterade i augusti 2009 och kom på andraplats i sina två första starter. Han hade stora framgångar som unghäst och var en av kullens vinstrikaste hästar som fyraåring 2011. Han sprang in totalt 6 miljoner kronor på 99 starter varav 13 segrar, 18 andraplatser och 13 tredjeplatser. Han tog karriärens största seger i den korta E3-finalen 2010. Bland hans andra stora segrar räknas Ina Scots Ära (2011), Kjell P. Dahlströms Minne (2012) och Gulddivisionens final (juni 2013). Han kom även på andraplats i Treåringseliten (2010) och Svenskt Travderby (2011) samt på tredjeplats i långa E3 (2010) och Grand Prix de Wallonie (2013).
När han segrade i Ina Scots Ära i juni 2011 gjorde han detta på tiden 1.12,1, vilket var nytt svenskt rekord över medeldistans.
År 2015 tävlade han inte på grund av skadeproblem. Han hade problem med skador även under säsongerna 2014 och 2016. Den 14 mars 2018 tog han sin första seger sedan juli 2014. Han kom även på tredjeplats i Gulddivisionen den 5 maj 2018. Han gjorde karriärens sista start den 23 juni 2019 i ett lopp på hemmabanan Jägersro, där han blev oplacerad. Loppet var ett lärlingslopp och han kördes av Dante Kolgjini.